# Kapingamarangi Municipality
Kapingamarangi Municipality är en kommun i Mikronesiska federationen.   Den ligger i delstaten Pohnpei, i den sydvästra delen av landet, 800 km sydväst om huvudstaden Palikir. Antalet invånare är 474.
Följande samhällen finns i Kapingamarangi Municipality:
- Kapingamarangi Village